# 28511 Marggraff
28511 Marggraff è un asteroide della fascia principale. Scoperto nel 2000, presenta un'orbita caratterizzata da un semiasse maggiore pari a 2,3822913 UA e da un'eccentricità di 0,1431653, inclinata di 2,44686° rispetto all'eclittica.